# Matlock Bath
Matlock Bath är en by och en civil parish i Derbyshire Dales i Derbyshire i England. Orten har 753 invånare (2011).